# Karl Linz
Karl Linz (* 23. Mai 1869 in Bingerbrück; † im 20. Jahrhundert) war ein deutscher Jurist.

## Leben
Karl Linz studierte nach dem Abitur in Kreuznach 1888 Rechtswissenschaften. Er trat nach Ende seines Studiums 1892 in den preußischen Justizdienst ein. 1896 wurde er Gerichtsassessor und 1901 Amtsrichter in Völklingen. 1906 folgte die Ernennung zum Richter am Landgericht Saarbrücken und 1910 zum Oberlandesgerichtsrat am Oberlandesgericht Frankfurt am Main.
1919 wurde Karl Linz zum Reichsgerichtsrat an das Reichsgericht Leipzig berufen. 1932 erfolgte die Ernennung zum Senatspräsidenten beim Reichsgericht mit der Zuständigkeit für den V. Zivilsenat, den III. Zivilsenat wie auch den VIII. Zivilsenat.
Karl Linz war 1922 Gründungsmitglied des Richtervereins beim Reichsgericht und seitdem Vorstandsmitglied. Zudem war er seit 1922 auch Mitglied des Staatsgerichtshofs für das Deutsche Reich. Bis ca. 1923 war er Mitglied der Deutschen Zentrumspartei.
Linz war vom 30. Mai 1930 bis zu dessen Auflösung und letzter Mitgliederversammlung am 15. Dezember 1933 Vorsitzender des Deutschen Richterbundes. Karl Linz wurde Mitglied der Akademie für Deutsches Recht. 1938 wurde er als Senatspräsident i. R. zum Ehrenmitglied des Reichsgruppenrates Richter und Staatsanwälte ernannt.
Er war verheiratet und hatte zwei Kinder. Er war Mitglied der katholischen Studentenverbindungen KDStV Ripuaria Bonn, KDStV Burgundia (Leipzig) Düsseldorf und KDStV Hasso-Nassovia Frankfurt am Main im CV.